# 1974-es Formula–1 brazil nagydíj
A brazil nagydíj volt az 1974-es Formula–1 világbajnokság második futama.

## Futam
Fittipaldi hazai közönség előtt megszerezte a pole-t Brazíliában, Reutemannt és Laudát megelőzve. Reutemann, argentínai balszerencséjét követően megszerezte a vezetést a rajtnál, másodiknak Peterson jött fel. Reutemann csak rövid ideig vezette a versenyt, a 4. körben Peterson és Fittipaldi is megelőzte. A következő 12 körben Peterson a korábbi csapattárs Fittipaldival harcolt, míg a svéd lassúdefektet nem kapott. Fittipaldi ezzel az élre állt és győzött, míg Petersont többen megelőzték. Regazzoni második, Ickx harmadik lett.
| Helyezés | #  | Versenyző            | Csapat/Motor      | Körök | Idő/Kiesés oka | Rajthely | Pontszám |
| -------- | -- | -------------------- | ----------------- | ----- | -------------- | -------- | -------- |
| 1        | 5  | Emerson Fittipaldi   | McLaren-Ford      | 32    | 1:24:37,06     | 1        | 9        |
| 2        | 11 | Clay Regazzoni       | Ferrari           | 32    | + 13,57        | 8        | 6        |
| 3        | 2  | Jacky Ickx           | Lotus-Ford        | 31    | + 1 kör        | 5        | 4        |
| 4        | 18 | Carlos Pace          | Surtees-Ford      | 31    | + 1 kör        | 12       | 3        |
| 5        | 33 | Mike Hailwood        | McLaren-Ford      | 31    | + 1 kör        | 7        | 2        |
| 6        | 1  | Ronnie Peterson      | Lotus-Ford        | 31    | + 1 kör        | 4        | 1        |
| 7        | 7  | Carlos Reutemann     | Brabham-Ford      | 31    | + 1 kör        | 2        |          |
| 8        | 4  | Patrick Depailler    | Tyrrell-Ford      | 31    | + 1 kör        | 16       |          |
| 9        | 24 | James Hunt           | March-Ford        | 31    | + 1 kör        | 18       |          |
| 10       | 14 | Jean-Pierre Beltoise | BRM               | 31    | + 1 kör        | 17       |          |
| 11       | 26 | Graham Hill          | Lola-Ford         | 31    | + 1 kör        | 21       |          |
| 12       | 6  | Denny Hulme          | McLaren-Ford      | 31    | + 1 kör        | 11       |          |
| 13       | 3  | Jody Scheckter       | Tyrrell-Ford      | 31    | + 1 kör        | 14       |          |
| 14       | 15 | Henri Pescarolo      | BRM               | 30    | + 2 kör        | 22       |          |
| 15       | 8  | Richard Robarts      | Brabham-Ford      | 30    | + 2 kör        | 24       |          |
| 16       | 37 | François Migault     | BRM               | 30    | + 2 kör        | 23       |          |
| 17       | 19 | Jochen Mass          | Surtees-Ford      | 30    | + 2 kör        | 10       |          |
| Kiesett  | 28 | John Watson          | Brabham-Ford      | 27    | Kuplung        | 15       |          |
| Kiesett  | 9  | Hans-Joachim Stuck   | March-Ford        | 24    | Sebességváltó  | 13       |          |
| Kiesett  | 17 | Jean-Pierre Jarier   | Shadow-Ford       | 21    | Fék            | 19       |          |
| Kiesett  | 20 | Arturo Merzario      | Iso Marlboro-Ford | 20    | Szelep         | 9        |          |
| Kiesett  | 16 | Peter Revson         | Shadow-Ford       | 10    | Túlmelegedés   | 6        |          |
| Kiesett  | 10 | Howden Ganley        | March-Ford        | 8     | Gyújtás        | 20       |          |
| Kiesett  | 12 | Niki Lauda           | Ferrari           | 2     | Motorhiba      | 25       |          |
| Kiesett  | 27 | Guy Edwards          | Lola-Ford         | 2     | Alváz          | 3        |          |

## Statisztikák
Vezető helyen:
- Carlos Reutemann: 3 (1-3)
- Ronnie Peterson: 12 (4-15)
- Emerson Fittipaldi: 17 (16-32)

Emerson Fittipaldi 10. győzelme, 5. pole-pozíciója, Carlos Reutemann 5. leggyorsabb köre.
- McLaren 10. győzelme.